# لوتشو فرنانديز
لوتشو فرنانديز (بالإسبانية: Lucho Fernández)‏ مواليد 4 أغسطس 1975 في غاليسيا، إسبانيا، هو لاعب كرة سلة إسباني معتزل بدأ مسيرته الاحترافية في سنة 1997. اعتزل اللعب في 2014.

## فرق لعب لها
- بلباو باسكت
- سان سباستيان غيبوثكوا بي سي
- ساسكي باسكونيا

## روابط خارجية
- لوتشو فرنانديز على موقع الدوري الأوروبي لكرة السلة (الإنجليزية)
- لوتشو فرنانديز على موقع كرة السلة الأوروبية.كوم (الإنجليزية)
- لوتشو فرنانديز على موقع ريلجم (الإنجليزية)
- لوتشو فرنانديز على موقع سبورتس رفرنس (الإنجليزية)